# Phreatia coelonychia
Phreatia coelonychia är en orkidéart som beskrevs av Rudolf Schlechter. Phreatia coelonychia ingår i släktet Phreatia och familjen orkidéer. Inga underarter finns listade i Catalogue of Life.